# María Lostal
María Lostal (se desconoce el lugar y la fecha exacta de su nacimiento - finales de 1809, principios de 1810) fue una defensora de Zaragoza durante los Sitios, en la Guerra de la Independencia Española.
Tuvo un papel importante en la defensa de los alrededores de la Puerta del Carmen y del Colegio de Carmelitas de San José, pues pudo poner a salvo las reliquias y objetos sagrados que había, llevándolos al Hospital de Convalecientes. Su marido murió durante el segundo sitio a Zaragoza.
Como premio a los servicios realizados, el General Palafox le concedió una pensión de seis reales diarios, que posteriormente fue prorrogada por el Rey Fernando VII y que pudieron disfrutar sus hijos Antonio, Joaquín y Ángeles Sola Lostal.
Una calle de Zaragoza lleva su nombre.